# Завальний Микола Якович
 Зава́льний Мико́ла Я́кович  (* 1 січня 1947 р., с. Крикливець, Крижопільський район, Вінницька область) — письменник, журналіст, агроном-селекціонер. Член Національної спілки журналістів України (1999), Національної спілки письменників України (2011).

## Біографія
Народився 1 січня 1947 р. у с. Крикливець Крижопільського району на Вінниччині. Закінчив Одеське залізничне училище (1965) та Одеський сільськогосподарський інститут (1993). Строкову службу проходив на Балтійському флоті. Працював на спорудженні залізниць, у правоохоронних органах, був на комсомольській роботі, майстром зміни комбінату хлібопродуктів, економістом, від 1979 р. кореспондентом-організатором, а згодом — керівником районного радіомовлення, завідувачем відділу у Крижопільській «районці» «Сільські новини», керував відділом райвиконкому. У 2006—2010 рр. обирався депутатом Крижопільської районної ради від партії «Народний Рух України».

## Творчість і захоплення
Віршує з дитинства. Перша публікація в армійській газеті «Страж Балтики» (1968). Автор понад двох десятків книг прози, поезії, гумору, віршів для дітей. Численні публікації в армійській, місцевій та республіканській пресі, серед яких — у журналах «Україна», «Прапор», «Соціалістична культура», газетах «Літературна Україна», «Сільські вісті», в збірках та альманахах «Горизонт» (1976—1983), «Вітрила-77» (1977), «Вруна» (1978), «Квітни, земле моя» (1985) та ін.

Лауреат премії імені А. М'ястківського (2003), Всеукраїнської літературно-мистецької премії ім. С. Руданського (2023).

Художник-аматор. Селекціонер-любитель. Розводить та адаптує до місцевих умов екзотичні рослини. Вивів понад 40 сортів винограду і підготував до друку книгу «Виногради для Поділля». Створює у Наддністрянщині дендропарки, зокрема у с. Яворівка Піщанського району.